# Емарі
Е́марі (ест. Ämari alevik) — селище в Естонії, у волості Ляене-Гар'ю повіту Гар'юмаа.

## Населення
Чисельність населення на 31 грудня 2011 року становила 542 особи

## Історія
Назва Емарі вперше згадується у "Данській поземельній книзі" (село називалося Гемаері). У 1413 році згадується село Гаппема, яке знаходилося вище сучасного поселення і було продане монастирю Падіс [4]. Поміський будинок Емарі, що був названий на честь селища (Гаппмат, пізніше Габбінем), відомий з 1592 року; саме село називалося Сууркюла.
З 5 березня 1992 до 24 жовтня 2017 року селище входило до складу волості Вазалемма.

## Пам'ятки та визначні місця

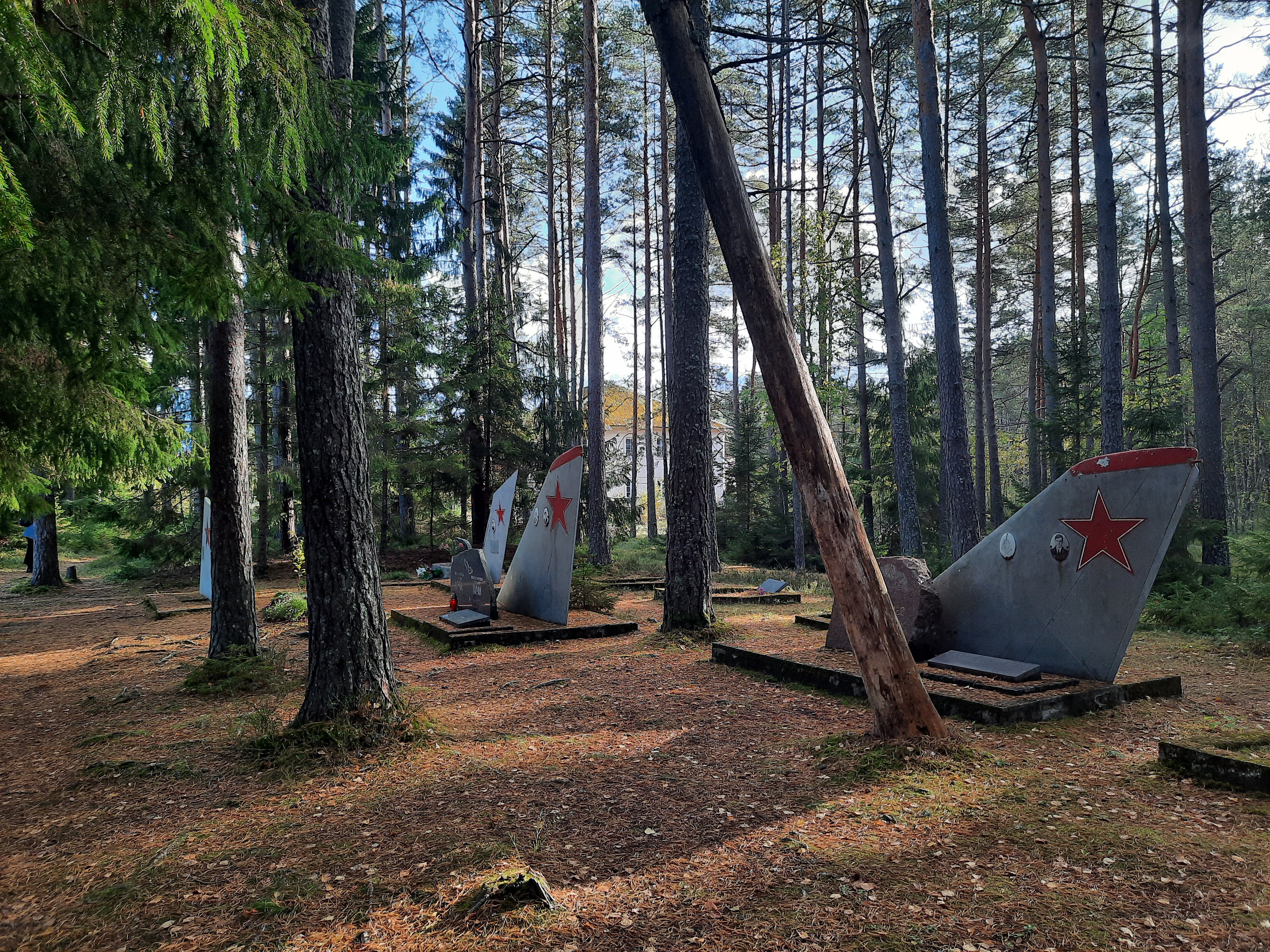
Військове кладовище Емарі

У селищі розташований цвинтар, де поховані радянські пілоти та військовий персонал, які загинули під час авіакатастроф (зокрема, під час навчальних польотів) в часи Холодної війни. Перед тим цвинтар використовувався для поховання жертв Другої світової війни.
Також на території Емарі знаходиться однойменна активна авіабаза, яка наразі використовується ВПС Естонії та її союзниками з НАТО.